# Rurecznik mułowy
Rurecznik mułowy, rurecznik pospolity (Tubifex tubifex) – gatunek skąposzczeta z rodziny rureczników (Tubificidae). 

## Występowanie
Pierścienice te są dość powszechne, można je spotkać w różnych miejscach: w mulistym dnie w wodach słodkowodnych, w jeziorach, rzekach, również w stawach czy rowach. Są odporne na niską zawartość tlenu oraz znaczne zmiany składu chemicznego wody, dzięki czemu wytrzymują silne zanieczyszczenia, nawet w mocno zanieczyszczonych wodach IV-V klasy.
Rurecznik stanowi ważny składnik fauny dennej. Żyje w mule, tworząc kolonie złożone z wielu osobników. Pojedynczy osobnik zanurzony przednią częścią ciała w mule tkwi w podłożu, w rurce zbudowanej z mułu i śluzu, z której to wystawia tylną część ciała. Wykonuje kołyszące ruchy wahadłowe, co zapewnia dopływ zasobniejszej w tlen wody.
Rurecznik jest pożytecznym organizmem wpływającym na utrzymanie równowagi biologicznej. Pełni podobną rolę jak dżdżownicowate w glebie. Odżywia się materiałami osadowymi wraz z zawartymi w nich martwymi cząstkami organicznymi i glonami pobieranymi z mułu dennego.

## Wygląd
Osiąga długość od 1 do 8 cm. Ciało pokrojem podobne jest do ciała dżdżownicy, wykazuje wyraźną segmentację. Oddycha całą powierzchnią ciała, a w warunkach niedotlenienia hemoglobina rozpuszczona w osoczu ułatwia mu oddychanie. Ta hemoglobina powoduje, że rurecznik posiada barwę czerwoną bądź rdzawą czy też brązową.
Przy masowym występowaniu rurecznika dno zbiornika nabiera koloru czerwono-rdzawego, a liczne kolonie wykonujące falowe ruchy dają obserwatorowi wrażenie poruszającego się dna. 

## Rozmnażanie
Cykl życiowy rurecznika zależny jest od warunków termicznych. Rozmnaża się masowo, tylko raz, po czym ginie. Jaja składa w kokonach najczęściej w lecie (czerwiec-sierpień). Rozmnażanie jest możliwe u niego również wiosną i jesienią, zależne jest tylko od warunków termicznych panujących w tym czasie. Kokony wraz z jajami umieszcza głęboko w mule dennym, nawet 15–20 cm w głąb mułu (osadu).
Przeżywalność młodych osobników jest mała. Najczęściej giną z powodu zbyt głębokiego umiejscowienia kokonów i długiej drogi do przebycia na powierzchnię mułu. Zbyt płytkie osadzenie kokonu stwarza okazję do ataków drapieżnych larw znajdujących się w tej strefie (np. ochotka, wodzień).

## Rurecznik jako pokarm
Stanowi pokarm wielu bezkręgowców wodnych i ryb. Jest wykorzystywany w akwarystyce jako wysokokaloryczny pokarm dla ryb akwariowych. Nie należy jednak podawać go bez przeprowadzenia odpowiednich zabiegów higienicznych i bez odkażania.
Rureczniki można też zamrażać, co zabija wiele mikroorganizmów, nie eliminuje jednak wszystkich związków chorobotwórczych i toksycznych (trujących). Ze względu na możliwość kumulowania w ciele rureczników, toksyny mogą stanowić przyczynę zatruć u ryb.
Przy żywieniu ryb tym pokarmem zalecana jest ostrożność – należy mieć pewność co do jakości miejsca, skąd jest pobierany.
Rureczniki można spotkać w handlu także pod postacią pokarmu w tabletkach.  Pokarm jest preparowany za pomocą liofilizacji, zawiera w jej wyniku do 60% białka, ważnego składnika pokarmowego.